# بياكويا كوتشيكي
بياكويا كوتشيكي أو كوتشيكي بياكويا أحد شخصيات أنمي ومانغا بليتش. يعد أشهر قادة الجوتي (المجموعات) الثلاثة عشر ويعتبر قائد للفرقة السادسة، وهو قائد قبيلة كوتشيكي النبيلة.

## الشخصية
يتميز بالغرور وبرود أعصابه وحرصه الدائم على إطاعة القوانين. قاتل الروح (الزامبكتو) الخاص به يدعى «سيمبونزاكورا».

## روابط خارجية
- بياكويا كوتشيكي على موقع ميوزك برينز (الإنجليزية)